# La Rambla
För andra betydelser, se La Rambla (olika betydelser).

La Rambla (officiellt och ibland även på svenska Les Rambles), "ramblan", är en bred boulevard i Barcelona i Katalonien i Spanien. Gatan sträcker sig genom Ciutat Vella, från Columbusmonumentet i hamnen upp till Plaça de Catalunya. Den tolvhundra meter långa gatan är Barcelonas mest bevandrade och används till allt möjligt, från performance art till gatuprostitution. La Rambla är även mycket populär bland Barcelonas ficktjuvar då trängseln gör deras jobb betydligt enklare.

## Historia
La Rambla har fått sitt namn efter det arabiska ordet ramla som betyder flodbädd. Namnet började användas i katalanskan i samband med att Jakob I av Aragonien erövrade Valencia på 1230-talet[källa behövs]. I äldre bevarade skrifter från 1000-talet bar den den katalanska benämningen arenys (latinets areneus) – sandmark.
Det som är dagens La Rambla var länge ett avrinningsdike från Collserolabergen som vid häftiga skyfall fylldes med vatten. När Barcelona under Romarriket växte till en mindre stad (parvum oppidum) leddes stadens avlopp ut i diket som senare döptes om till Cagalell – bajsvägen. Under 1300- och 1400-talen byggdes diket om till avlopp, och benämningen La Rambla dyker för första gången upp i en krönika skriven 1440[källa behövs].

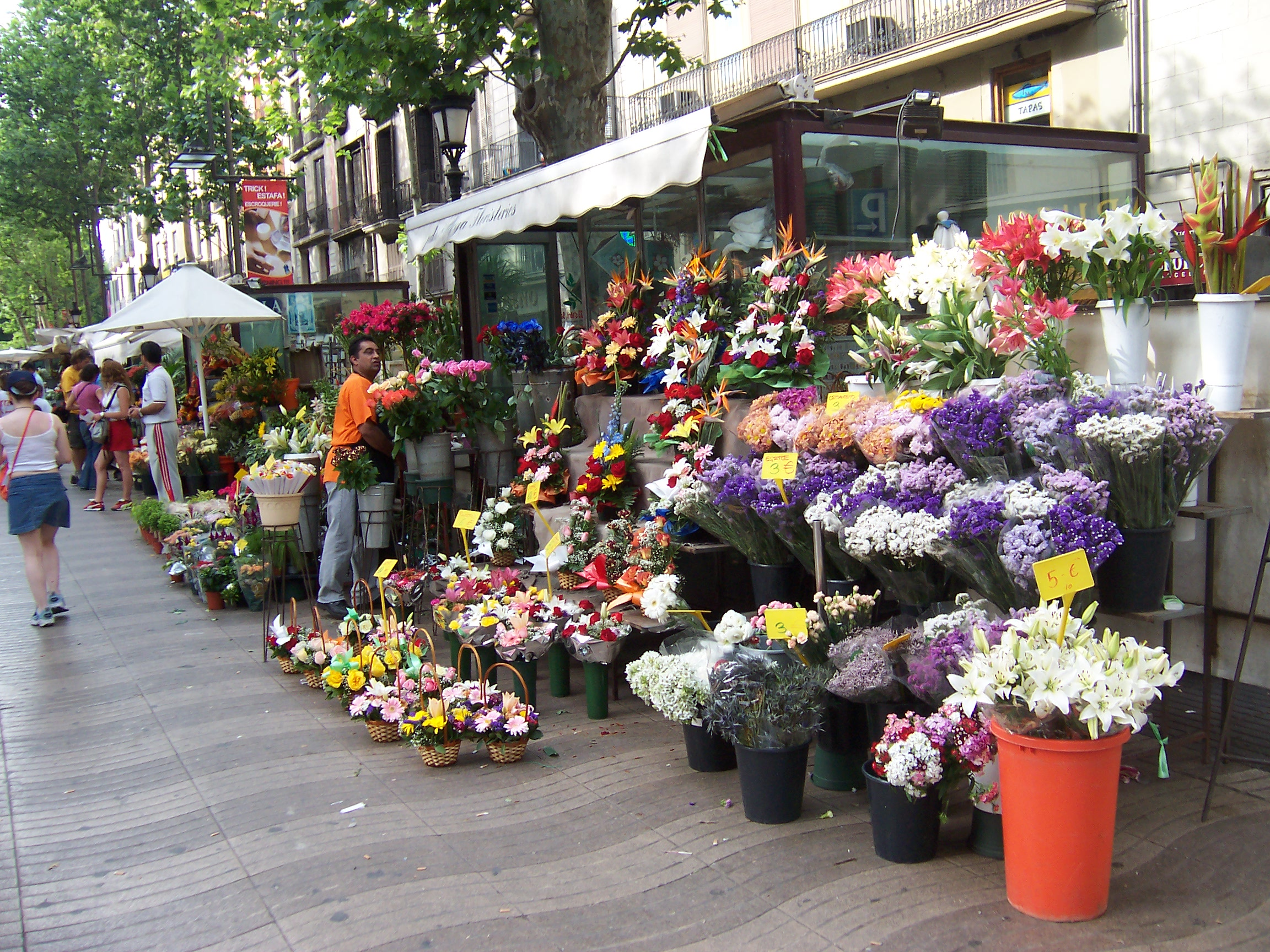
Det säljs många blommor utmed La Rambla.

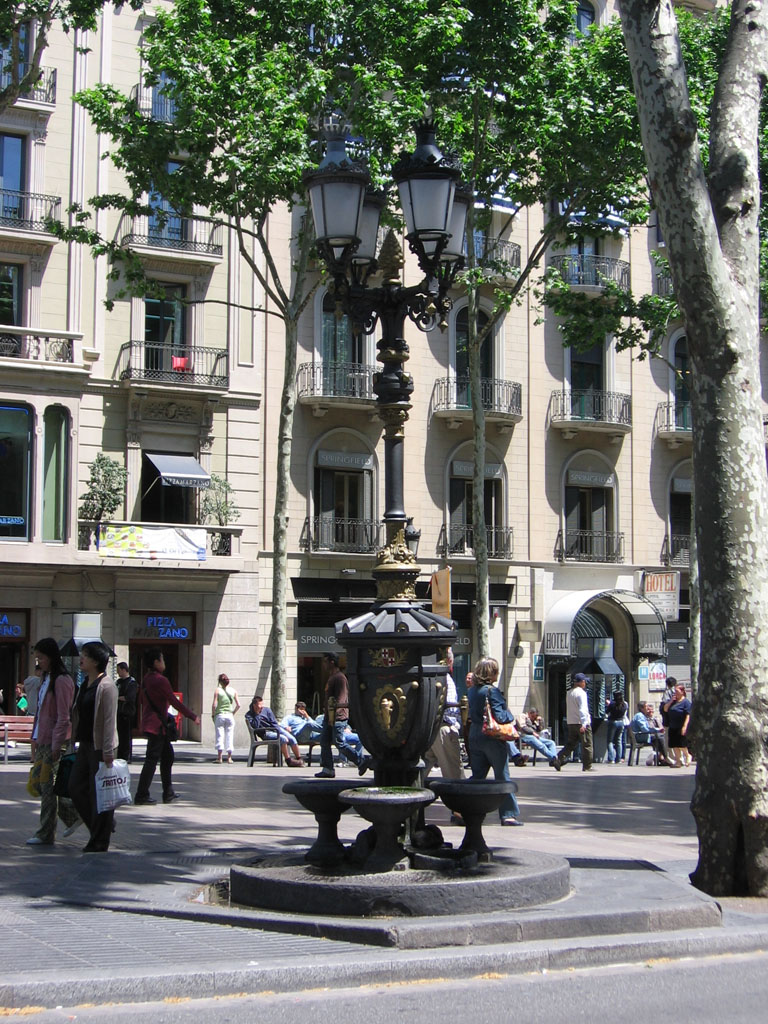
Canaletes-fontänen, som i den nuvarande utformningen kom till 1888.

Den nya ytan som därmed frigjordes mellan stadsmuren och förstaden (raval, idag stadsdelen El Raval väster om Barri Gòtic) blev snabbt populär bland Barcelonaborna som av stadens styrande uppmanades att använda La Rambla för att ta sig ner till hamnen. I skriftliga källor beskrivs hur vagnar, kärror, köpmän, försäljare, bönder, djur, tiggare, skojare, uppklädda flanörer och stadsbor trängdes på La Rambla som snabbt blev ett av stadens kommersiella huvudstråk kantat av marknadsstånd. Samtidigt anlades ett antal kloster, längs med gatan, varav flera fått ge namn åt dagens delsträckor av La Rambla (Sant Josep, Caputxins, Santa Mònica).

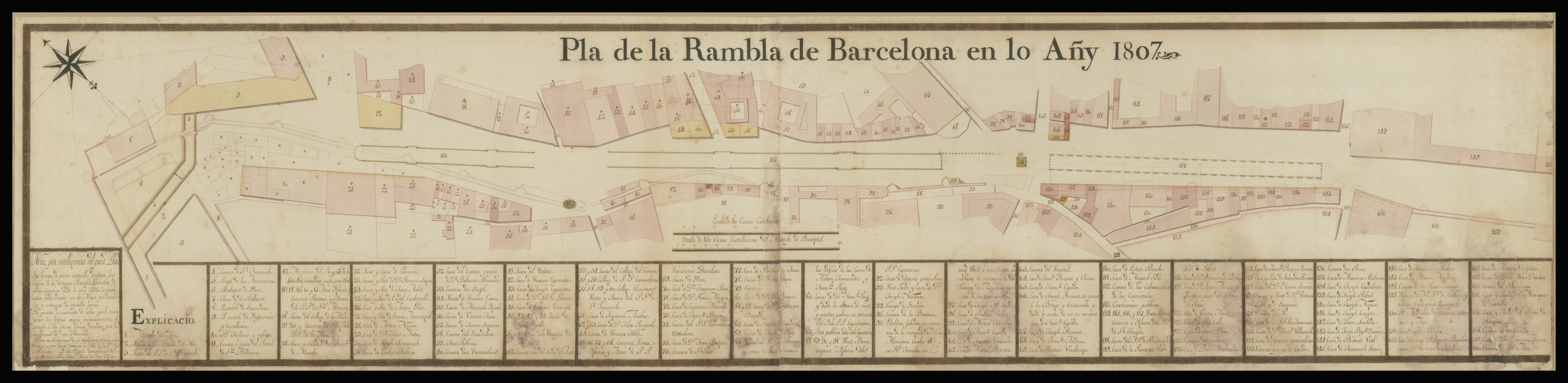
Stadsplan över La Rambla från 1807.

Barcelonas stadsmur revs 1704, och på dess plats kom från slutet av 1700-talet en bredare boulevard att bit för bit ta form. Det arbetet slutfördes inte förrän en bit in på andra halvan av 1800-talet. Under 1800-talet anlades ett antal kända byggnader längs med La Rambla, däribland operan Liceu (1847) och den nuvarande versionen av Canaletes-fontänen (1888). Gatans plataner började planteras 1859, och vid samma tid uppstod den utbredda blomsterförsäljningen längs delar av ramblan.

## Les Rambles
Namnformen Les Rambles (spanska: Las Ramblas), det vill säga pluralformen, kommer av att La Rambla egentligen utgörs av flera sammanlänkade boulevarder. Dock används alltid singularformen La Rambla i alla officiella sammanhang.

De olika delarna av "ramblan", inklusive den inofficiella förlängningen ut i havet. På bilden syns de två metrostationerna utefter La Rambla – Catalunya i norr och Liceu i mitten av sträckningen. Strax väster om Rambla de Santa Mònica finns dessutom stationen Drassanes.

De fem sammanlänkade boulevarderna är:
- Canaletes är den första delen av La Rambla när man kommer uppifrån Plaça de Catalunya. Namnet hör samman med fontänen Canaletes vilken legat där sedan medeltiden – det nuvarande bygget daterar dock till 1888[7]. Enligt traditionen ska den som druckit ur fontänen återvända till Barcelona.

- Estudis har fått sitt namn efter Estudi General som var Barcelonas universitet från 1500-talet fram till att Filip V 1717 stängde det.[8]

- Sant Josep är mer känt som Rambla de les Flors[9] ("Blomramblan"), eftersom Barcelonas blomsterhandlare står längs med den här sektionen av boulevarden. Sant Josep var ett karmeliterkloster som byggdes 1586 på platsen där dagens stora marknad "La Boqueria" (officiellt Mercat de Sant Josep) ligger. La Boqueria-marknaden har å sin sida rötter till 1200-talet och från början placerad på en annan plats i grannskapet[10].

- Caputxins, även känt som centrala ramblan, har fått sitt namn efter närbelägna klostret Caputxins (1616) uppfört av Kapucinorden. Konventet brändes ner 1835, och sedan 1856[11] upptas denna plats ett stenkast från La Rambla av Plaça Reial. Vid Caputxins ligger även Barcelonas berömda operahus Gran Teatre del Liceu, i vardagslag benämnt Liceu.

- Santa Mònica är den sista sektionen av La Rambla närmast hamnen. Santa Mònica var ett kloster uppfört 1626[12] tillhörande Augustinerorden. Byggnaden, som förstördes 1937 under inbördeskriget, återuppbyggdes sedan och hyser idag ett kulturcentrum och ett konstgalleri.

I den sydöstra förlängningen av La Rambla finns La Rambla de Mar (havsramblan), invigd 1994. Det är en strandpromenad, konstruerad som en vågformad pir rakt ut i vattnet. Åt andra hållet, bortom Plaça de Catalunya, fortsätter Rambla de Catalunya.